# Back to Life (série de televisão)
Back to Life é uma série de televisão britânica de 2019, co-escrita por Laura Solon e Daisy Haggard e estrelada por Haggard e Adeel Akhtar. Em 10 de novembro de 2019, a série estreou nos Estados Unidos no Showtime.

## Elenco
- Daisy Haggard como Miri Matteson
- Geraldine James como Caroline Matteson, a mãe de Miri
- Richard Durden como Oscar Matteson, o pai de Miri
- Adeel Akhtar como Billy, o interesse amoroso de Miri
- Jo Martin como Janice, oficial de liberdade condicional de Miri
- Jamie Michie como Dom, namorado de Miri agora casado antes da prisão e caso secreto de Caroline
- Christine Bottomley como Mandy, a melhor amiga de Miri agora casada antes da prisão
- Liam Williams como Nathan, o chefe de Miri na loja de peixes e batatas fritas
- Souad Adel Faress como Anna, a esposa de Billy

## Recepção
O programa recebeu críticas positivas. A primeira temporada da série detém 100% de aprovação no Rotten Tomatoes com base em 26 avaliações, com o desempenho de Haggard sendo aclamado. O concenso do site diz: "Impulsionado pela maravilhosa Daisy Haggard, Back to Life questiona o que significa ser uma pessoa humorada, gentil e com um genuíno senso de surpresa". No Metacritic, a série tem uma pontuação de 87 de 100 com base em 13 avaliações que indicam "aclamação universal".
Patrícia Kogut do O Globo escrevendo sobre a série disse que ela "merecem toda a sua atenção" e que "Back to Life é triste e vai fundo em temas complicados, sempre com doses de humor".

## Prêmios e indicações
Back to Life recebeu uma indicação como melhor série de comédia no Emmy Internacional 2020.